# Schloss Mering
Schloss Mering ist ein zweigeschossiges, winkelförmiges, mit einem hohen Walmdach und mit zwei polygonalen Ecktürmen mit Hauben versehenes Gebäude. Es liegt, umgeben von einem Park mit altem Baumbestand, am westlichen Rand des Marktes Mering an der Paar.

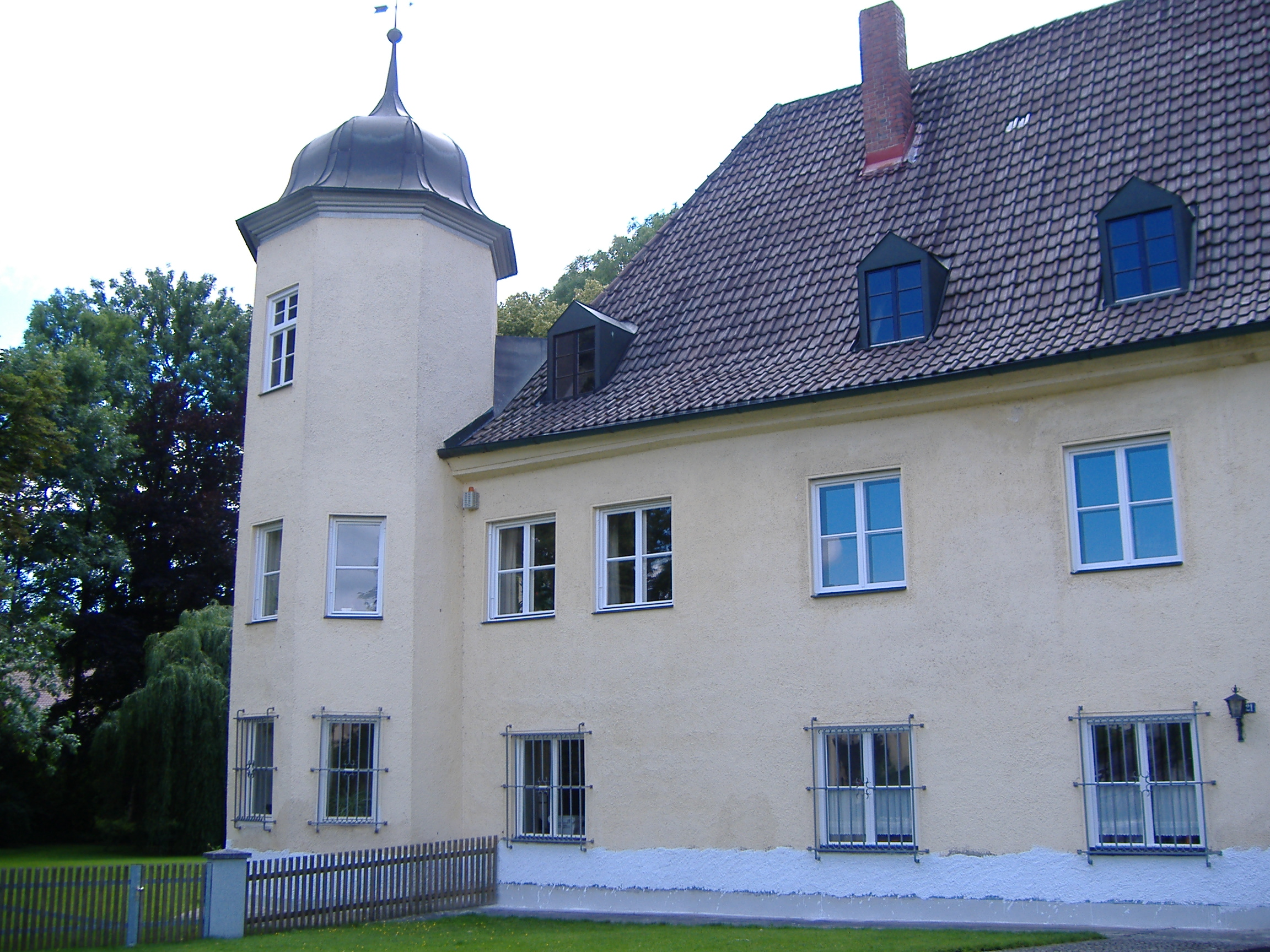
Teilansicht der Ostseite vom Schloss Mering

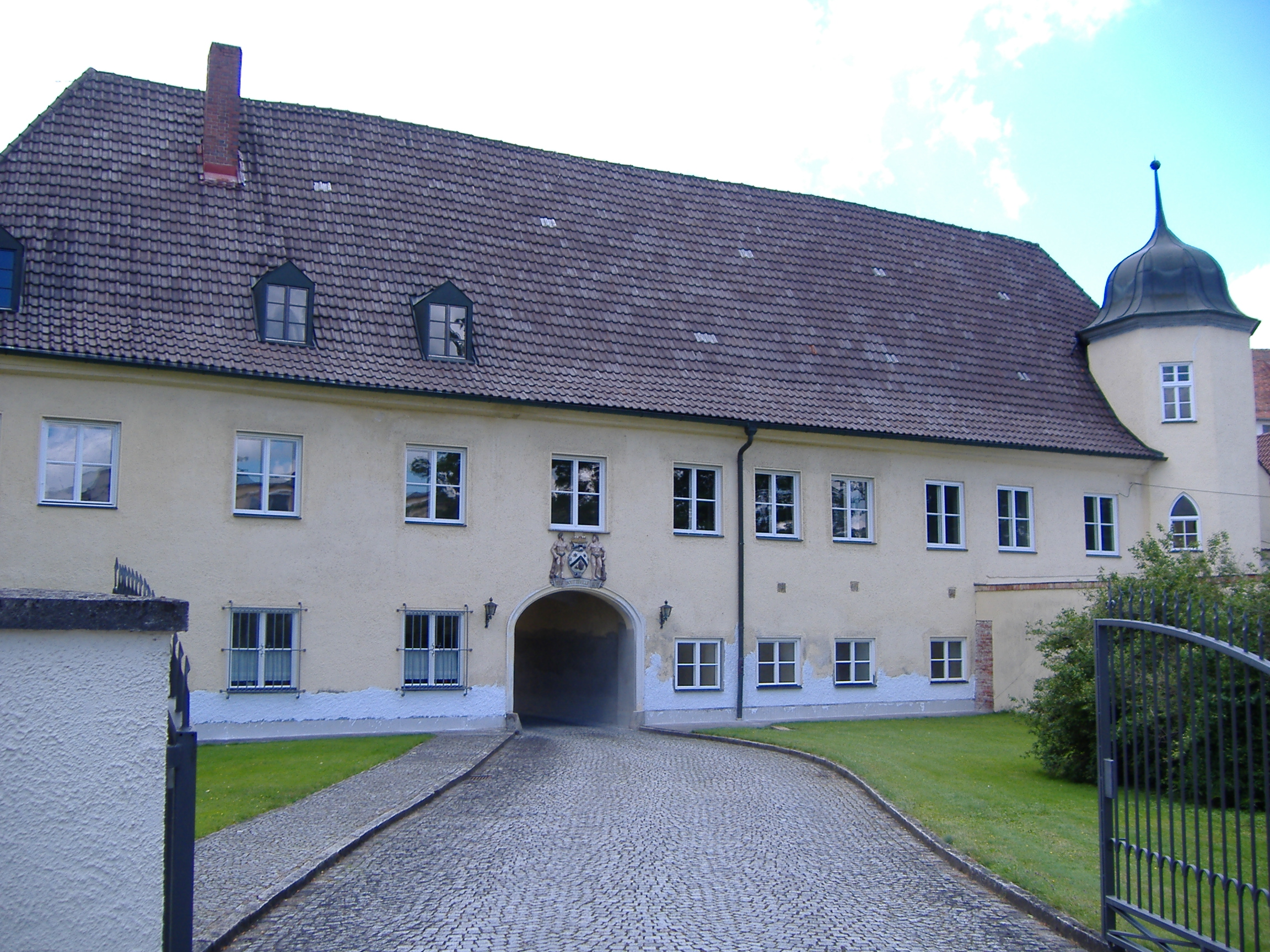
Teilansicht der Ostseite vom Schloss Mering

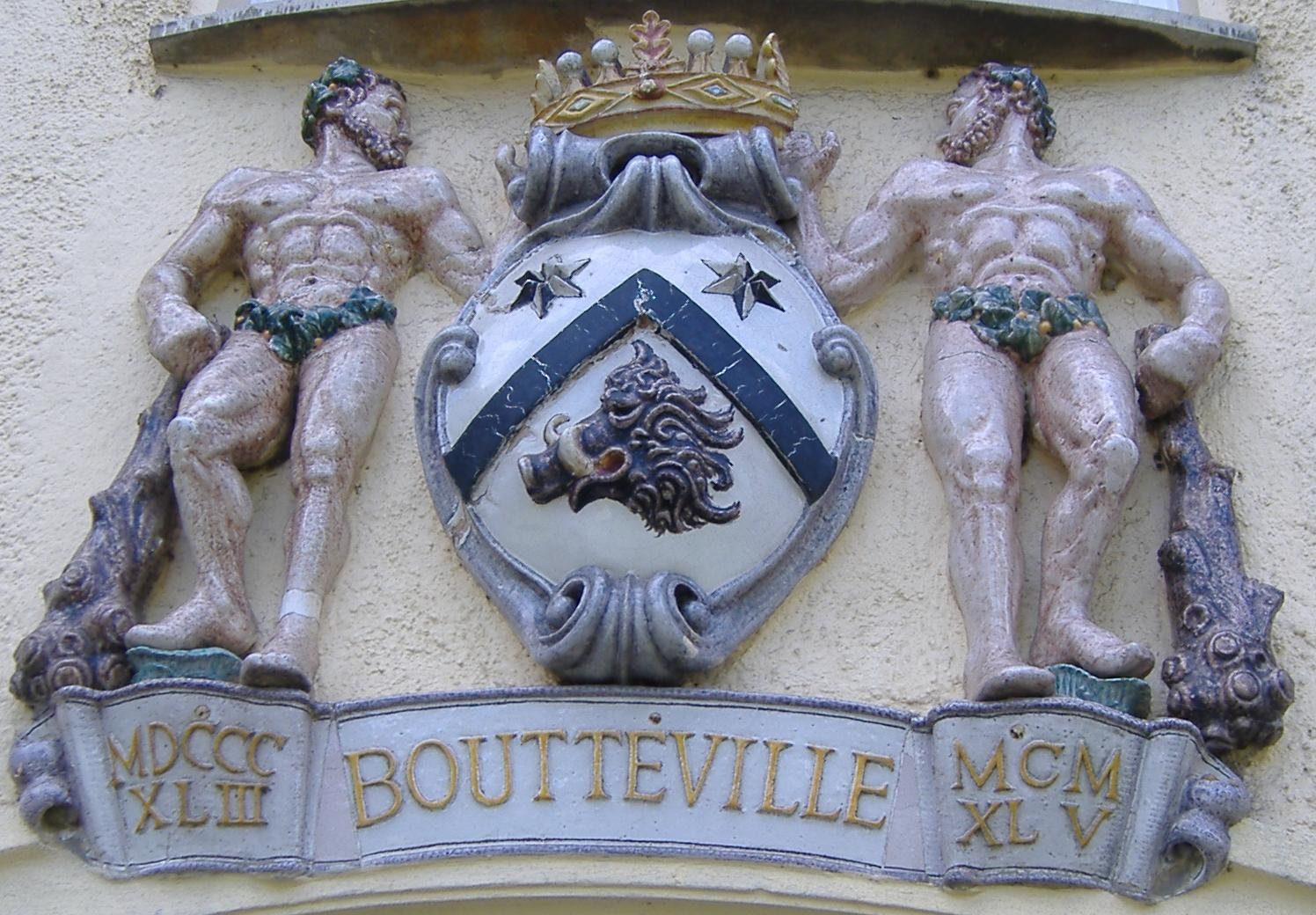
Wappen derer von Boutteville

## Geschichte
Die Geschichte des Schlosses beginnt um etwa 1060. Es war ursprünglich eine Gründung des fränkischen Adelsgeschlecht der Welfen, die auf einer Insel der Paar eine sogenannte Niederungsburg errichteten. Im 13. Jahrhundert ging der Besitz an das Adelsgeschlecht der Wittelsbacher über, die bis 1808 das Schloss benutzten. Es war u. a. Sitz eines Pflegegerichts mit Verwaltungsaufgaben. Im Laufe der Jahrhunderte wurde das Schloss immer wieder geplündert, niedergebrannt und zerstört. Im Spanischen Erbfolgekrieg wurde es 1704 bis auf die Außenmauern völlig zerstört. 
Nach zahlreichen Besitzwechseln erwarb 1843 Edmund Freiherr von Boutteville aus Cumiéres/Verdun das Schloss von dessen Besitzer, inzwischen das Land Bayern, einschließlich der seit Anfang des 17. Jahrhunderts dazugehörenden Schlossbrauerei. 1939 ging das Areal in Erbfolge an die adelige Familie von Grauvogl über. 1945 starb die letzte Schlossherrin derer von Boutteville, Maria Alfonsine Edle von Grauvogl, geb. Boutteville. Nach 1945 wurde das Schloss als Altenheim genützt. Ab 1954 benutzte nach einer aufwändigen Renovierung Luitpold Edler von Grauvogl das Gebäude als Wohnstätte. Die Schlossbrauerei stellte 1982 ihren Betrieb ein. 
Das älteste noch erhaltene  Deckengemälde vom Schloss ist aus dem Jahre 1590. Über dem Osttor des Gebäudes befindet sich das Wappen der freiherrlichen Familie Boutteville. Es trägt die Jahreszahlen 1843 (Übernahme des Schlosses durch die freiherrliche Familie Boutteville) und 1945 (Tod des letzten Familienmitgliedes derer von Bouttevilles).
Das Schloss, dessen ältester Teil die Malztenne mit einem imposanten Kreuzgratgewölbe ist, wurde bis 2014 privat genutzt und war, wie der Schlosspark auch, der Öffentlichkeit nicht zugänglich. Seit 2014 werden im Schloss Stadthäuser und Eigentumswohnungen eingebaut.